# Erebus obliquemaculata
Erebus obliquemaculata är en fjärilsart som beskrevs av Embrik Strand 1914. Erebus obliquemaculata ingår i släktet Erebus och familjen nattflyn. Inga underarter finns listade i Catalogue of Life.